# Emeka Okafor
Chukwuemeka Ndubuisi Okafor, conhecido simplesmente por Emeka Okafor (Houston, 28 de setembro de 1982) é um basquetebolista profissional estadunidense, filho de imigrantes nigerianos de etnia ibo, que atua como pivô e defendia o New Orleans Pelicans da National Basketball Association (NBA) até outubro de 2019, quando sua transferência ao Ulsan Hyundai Mobis Phoebus foi confirmada pelo Clube Coreano. Okafor entrou na NBA em 2004, quando foi draftado pelo Charlotte Bobcats, franquia que atuou até 2009, depois defendeu o extinto New Orleans Hornets, e o Washington Wizards. Com 2,08 m e 116 kg, Okafor é um jogador que tem como principal característica a força.

## Carreira na NBA

### Charlotte Bobcats (2004–2009)
Na Universidade de Connecticut era comparado ao grande astro Shaquille O'Neal. Okafor foi a segunda escolha do draft da NBA de 2004, selecionado  pelo Charlotte Bobcats. Após uma boa temporada de estreia pelo time de Charlotte ele foi escolhido Novato do Ano.